# 대한민국 민법 제504조
대한민국 민법 제504조는 구채무불소멸의 경우에 대한 민법 채권법 조문이다.

## 조문
제504조(구채무불소멸의 경우) 경개로 인한 신채무가 원인의 불법 또는 당사자가 알지 못한 사유로 인하여 성립되지 아니하거나 취소된 때에는 구채무는 소멸되지 아니한다.

第504條(舊債務不消滅의 境遇) 更改로 因한 新債務가 原因의 不法 또는 當事者가 알지 못한 事由로 因하여 成立되지 아니하거나 取消된 때에는 舊債務는 消滅되지 아니한다.

## 참고 문헌
- 오현수, 일본민법, 진원사, 2014. ISBN 9788963463452
- 오세경, 대법전, 법전출판사, 2014 ISBN 9788926210277
- 이준현 , LOGOS 민법 조문판례집, 미래가치, 2015. ISBN 9791155020869